# Ловеро
Ло̀веро (на италиански: Lovero, на западноломбардски: Lùar, Луар) е село и община в Северна Италия, провинция Сондрио, регион Ломбардия. Разположено е на 515 m надморска височина. Населението на общината е 670 души (към 2010 г.).